# Rhytidortalis cribrata
Rhytidortalis cribrata är en tvåvingeart som beskrevs av Friedrich Georg Hendel 1914. Rhytidortalis cribrata ingår i släktet Rhytidortalis och familjen bredmunsflugor.
Artens utbredningsområde är Taiwan. Inga underarter finns listade i Catalogue of Life.